# 奥尔巴尼 (肯塔基州)
奥尔巴尼（英語：Albany），是美国肯塔基州柯林頓郡的縣城。建立于1837年，面积约为6平方公里（2.3平方英里）。根据2010年美国人口普查，该市的人口为2,033人。